# Кассарское ущелье
Кассарское ущелье (осет. Къасарагом или Къасара) — скалистое ущелье, расположенное в долине реки Ардон, на северном склоне Большого Кавказа, в Северной Осетии.
Пролегает между селениями Бурон (в устье реки Цей) и Зарамаг, где река прорезает гранитогнейсовую полосу осевой зоны Большого Кавказа. Отличается значительной глубиной (до 1000 м) и крутизной склонов (45° и более).
По Кассарскому ущелью проходит Транскавказская автомагистраль.

## История
Исторически Касарское ущелье являлось естественной границей между северной частью Двалетии, входившей в Грузинское царство, и осетинским Уалладжиром.  В своей работе «География Грузии», составленной в 1745 г., Вахушти Багратиони описывает Кассарское ущелье:
К западу от Валагира и Пайкома идет ущелье Касрис-хеоба, которое и теперь называется Двалетией. Двалетия тянется в длину от зекарского Кавказа до Черкесии. Река Двалетии истекает из Зекарско-Заха-Трусовского межгорья и течет от юга к северу, принимая в ущелье Касрис-хеоба горные речки, по которым имеются перевальные дороги в Дигорию, Валагир и Пайком. Ущелье Касрис-хеоба от Касрис-кари до горы Черкезис-мта заселенное. Касрис-кари находится ниже Квемо-Зрамага, там, где ущелье суживается от спускающихся скалистых горных отрогов Хоха, Глолы и Кавказа. Здесь пробиты чрез скалу Кари (двери) и возведена чрез речку большая сводчатая каменная на извести стена. И это устроено царями с целью, чтобы, кроме них, ни один овс не мог проходить чрез эти двери. И ущелье это очень крепкое и неприступное. Здесь в изобилии имеется руда свинцовая, которою они отливают; имеется также прекрасного качества сера, а также серебряная руда, которой обрабатывать не умеют, но из скал добывают селитру.